# Chiesa di Santa Maria delle Grazie al Naviglio
La chiesa di Santa Maria delle Grazie al Naviglio è un luogo di culto cattolico di Milano. Si trova lungo il Naviglio Grande, in Alzaia Naviglio Grande 34, nel quartiere Porta Genova, all'interno del Municipio 6.

## Storia
Una prima chiesa dedicata alla Madonna delle Grazie era presente, sulla sponda sinistra del Naviglio Grande già nel XVI secolo: nell'anno 1556, infatti, era stata costruita una cappella per accogliere un'immagine della Madonna considerata miracolosa.
La primitiva cappella venne in seguito demolita e al suo posto fu costruita una chiesa più grande in stile barocco: questa fu devastata da un incendio nel 1719 ed in seguito restaurata. Nel 1849 fu elevata al rango di parrocchia.
Alla fine del XIX secolo, volendo demolire la vecchia chiesa, ormai troppo piccola per la comunità in crescita, e sostituirla con una nuova più grande, l'architetto milanese Gaetano Moretti presentò il suo progetto; questo prevedeva una chiesa a tre navate in stile liberty, con alto campanile a più ordini e sormontato da cuspide piramidale e pronao sulla facciata principale. Il progetto definitivo, però, fu quello dell'architetto anch'egli milanese Cesare Nava, del 1900.
La costruzione della nuova chiesa ebbe inizio l'anno successivo, nel 1901, a partire dall'abside e dalla crociera. Nel 1908, venne demolita l'ultima parte rimanente della chiesa barocca, ovvero le prime campate della navata, e, nell'anno successivo, terminata la nuova chiesa, pur restando incompiuta la facciata. Il tempio è stato consacrato il 1º maggio 1909 dal cardinale arcivescovo di Milano Andrea Carlo Ferrari.
Tra il 1988 e il 1996, sono state realizzate le nuove vetrate policrome; nel 2003 sono terminati i lavori di restauro del campanile, del tiburio e delle coperture interne ed esterne, mentre nel 2009 è terminato il restauro dell'abside.

## Descrizione

### Esterno
La chiesa di Santa Maria delle Grazie al Naviglio sorge sulla riva sinistra del tratto terminale del Naviglio Grande, a circa 300 metri dalla confluenza di quest'ultimo nella Darsena.
L'esterno della chiesa è rimasto quasi completamente incompiuto. La facciata, a salienti, presenta un paramento murario in mattoni grezzi. La sua conformazione attuale permette di ricostruire il progetto non realizzato: esso prevedeva tre portali lunettati ognuno dei quali doveva essere sormontato da un'alta polifora (bifore sopra i portali laterali, trifora sopra il portale centrale), ed un coronamento con guglie angolari contenenti statue; una guglia più grande doveva stare al centro sopra il timpano ed accogliere la statua della Madonna.
Allo stato attuale (2012), appaiono terminati soltanto il tiburio e il campanile. Il primo, posto sopra la crociera, è a pianta ottagonale e presenta su ciascuno dei lati una lunetta ogivale che dà luce all'interno; è sormontato da un lanterna, anch'essa a pianta ottagonale. La torre campanaria si trova sul retro dell'abside. Alta 59 metri, ospita, all'interno della cella campanaria, un concerto di 5 campane, dei Fratelli Barigozzi; le tre campane più piccole sono del 1892, e provengono dalla chiesa barocca; le due più grandi, invece, sono del 1950 ripristinate dopo la requisizione bellica sempre dai fratelli barigozzi

### Interno

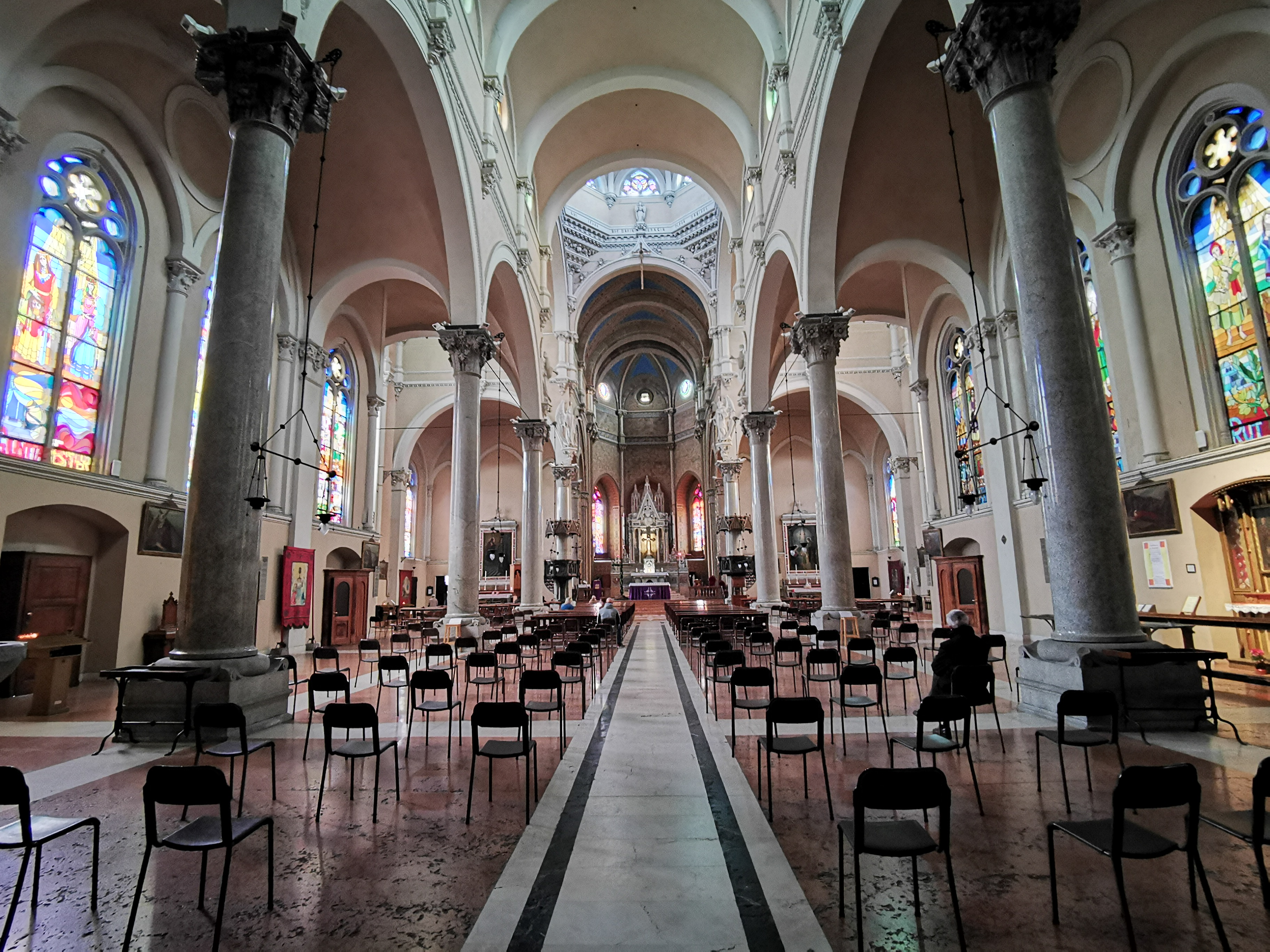
Interno

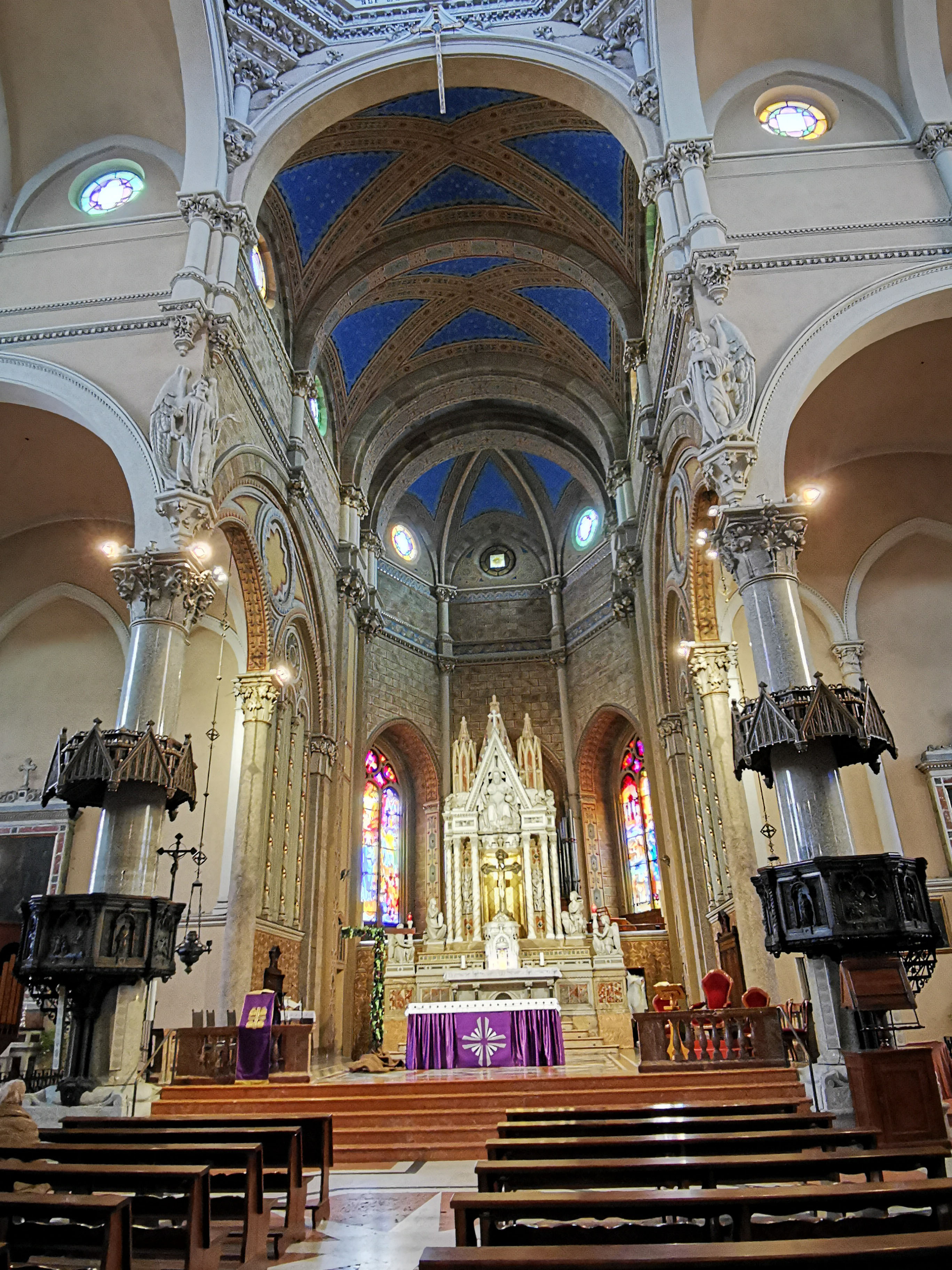
Abside

L'interno della chiesa, in stile neoromanico con elementi neogotici, è a croce latina, con tre navate, transetto sporgente e profonda abside.
La navata centrale è separata dalle laterali tramite due file di colonne marmoree corinzie sulle quali poggiano archi a tutto sesto. La copertura è tramite volta a botte lunettata che raggiunge i 25 metri di altezza, con piccoli rosoni, sei per lato, che danno luce all'interno. Le navate laterali, invece, sono coperte con volta a vela e sono illuminate da alte bifore chiuse dalle artistiche vetrate policrome realizzate tra il 1988 e il 1996 su progetto di don Domenico Sguaitamatti.
Il transetto è coperto con volta a botte ed è della medesima altezza della navata centrale. Addossati alle due pareti di fondo vi sono due altari, ognuno dei quali è sormontato da una grande trifora; le vetrate delle due trifore del transetto sono state realizzate nel 1996 in occasione del 50º anniversario di sacerdozio del parroco mons. Carlo Sironi e raffigurano la Croce (transetto di destra) e la Madonna (transetto di sinistra). L'altare del transetto di sinistra, già altare maggiore, ospita la statua della Pietà, proveniente dalla chiesa precedente; quello del transetto di destra, invece, è dedicato a Sant'Antonio da Padova, protettore dei lavandai. Questi ultimi, riuniti in una confraternita, si radunavano nel vicino Vicolo dei Lavandai e si recavano poi in chiesa per pregare il Santo.
In corrispondenza della navata centrale, oltre la crociera, coperta dal tiburio ottagonale, si trova l'abside, costituita da due campate a pianta quadrata ed una, quella fondale, a pianta poligonale; a differenza del resto dell'interno della chiesa, l'abside è interamente affrescata ed è in stile neogotico. Il presbiterio è delimitato da una balaustra marmorea, affiancata dai due pulpiti in bronzo, realizzati nel 1913. Al centro del presbiterio, vi è l'altare maggiore neogotico in marmi policromi, sormontato da un tempietto con, nel timpano, il bassorilievo Dio Padre benedicente.